# Condado de Stephens (Oklahoma)
El condado de Stephens (en inglés: Stephens County) es un condado del estado estadounidense de Oklahoma. En el año 2000 tenía una población de 43.182 habitantes con una densidad poblacional de 19 personas por km². La sede del condado es Duncan.

## Geografía
Según la Oficina del Censo, el condado tiene un área total de 2308 km² (891,1 mi²), de la cual 2264 km² (874,1 mi²) es tierra y 44 km² (17,0 mi²) es agua.

## Demografía
En fecha censo de 2000, había 43.182 personas, 17.463 hogares, y 12.590 familias que residían en el condado.
En el 2000 la renta per cápita promedia del condado era de $ 30,709 y el ingreso promedio para una familia era de $36,371. El ingreso per cápita para el condado era de $16,357. En 2000 los hombres tenían un ingreso per cápita de $30,428 frente a $20,055 para las mujeres. Alrededor del 14.60% de la población estaba bajo el umbral de pobreza nacional.

## Condados adyacentes
- Condado de Grady (norte)
- Condado de Garvin (noreste)
- Condado de Carter (sureste)
- Condado de Jefferson (sur)
- Condado de Cotton (suroeste)
- Condado de Comanche (noroeste)

## Ciudades y pueblos
- Bray
- Central High
- Comanche
- Duncan
- Empire City
- Loco
- Marlow
- Meridian
- Sunray
- Velma